# 770

## Догађаји
- Википедија:Непознат датум — Владавина династије Абасида у Багдаду. Калиф ел-Мансур наређује затварање Канала фараона (Египат). Једини преостали копнени путеви за претовар робе са камиљских каравана су од Александрије до лука на Црвеном мору или северних византијских крајева Пута свиле.

- Краљ Карло Велики потписује мировни споразум са војводом Тасилом III од Баварске и жени се ломбардском принцезом Дезидератом (ћерком краља Дезидерија). Путује на ломбардски двор у Павији да би закључио договоре. Папа Стефан III се противи браку и протестује против франачко-ломбардског савеза.
- 28. август – Умире царица Кокен (такође Шотоку) из Јапана.